# Yerker Andersson
Yerker Andersson, (Vallentuna, Suecia, 29 de noviembre de 1929 – Frederick, Maryland, 18 de julio de 2016), cuyo nombre completo era Yerker Johan Olof Andersson, fue una persona sorda, enseñante y activista de vanguardia a nivel mundial a favor de la comunidad sorda.
Fue el tercer presidente de la Federación Mundial de Sordos. En 2011, fue nombrado primer presidente honorario de la Federación Mundial de Sordos.

## Biografía
Nacido en Suecia, Yerker Andersson tenía un hermano menor también sordo. A los padres les desconcertó la condición de sordera de sus dos hijos, ya que no sabían de nadie en la familia que hubiera sido sordo. El padre de Yerker Andersson era director de escuela para sordo y su madre maestra.
Asistió a la escuela de primaria y secundaria Manillaskolan (Estocolmo), para estudiantes sordos. Tras su graduación, en 1945, trabajó como técnico dental durante nueve años, tiempo durante el cual siguió formándose a distancia.
Llegó a la Universidad Gallaudet en 1955, donde se graduó en sociología en 1960.  Continuó formándose en el Teachers College (Universidad de Columbia) hasta alcanzar el grado de maestría en asesoramiento de rehabilitación en 1962. Más tarde, en 1981, obtuvo el doctorado en sociología, en la Universidad de Maryland, College Park.
Trabajó dos años como consejero académico en Escuela para Sordos de Nueva York, en White Plains.
En 1964, el Dr. Yerker Andersson se incorporó al claustro de la Universidad Gallaudet. Impartió sociología. Como profesor se hizo popular por su pedagogía y su ingenio. En 1974, fue nombrado catedrático del Departamento de Sociología y Trabajo Social, puesto en el que estuvo hasta 1980.
En 1980, aceptó el puesto de Ayudante Especial del Decano del Colegio de Artes y Ciencias. En 1982, volvió al Departamento de Sociología, donde siguió con su labor de enseñanza hasta su jubilación en 1996.
En 1986, recibió el premio Edward Miner Gallaudet Award, que se entrega a personas destacadas, sordas u oyentes, de cualquier lugar del mundo, que trabajan en la promoción del bienestar de las personas sordas del mundo.
Se le dedicó el anuario Tower Clock de 1990. También recibió el Premio al Profesor Distinguido, en 1992. Ese mismo año fue la primera persona sorda en dirigirse a la Asamblea General de las Naciones Unidas. En 1998, fue nombrado profesor emérito, tras su jubilación.  Durante la ceremonia de graduación de la Universidad Gallaudet de 1998, fue nombrado doctor honorario.
El Dr. Andersson fue una de las primeras personas en reconocer y conceptualizar los «estudios de sordos» como una disciplina académica, en lugar de ser estudiada transversalmente en el ámbito de otros campos. En 1993, copresidió, junto con el Dr. William C. Stokoe, un grupo de trabajo universitario encargado de definir los estudios de sordos, poniendo los cimientos para la creación del Departamento de la Lengua de Signos Americana y de Estudios para Sordos. El año siguiente fue nombrado como primer catedrático de ese nuevo departamento.
Aparte de sus contribuciones al mundo escolar, Yerker Andersson tuvo gran influencia en la comunidad sorda mundial. Consolidó su influencia en las asociaciones y en su Suecia nativa. En los primeros años de la década de 1970, se involucró en la Federación Mundial de Sordos, de la que fue nombrado vicepresidente en 1975 y presidente en 1983, puesto que ocupó durante 12 años. En 1983, le fue concedido el premio  Solidarity Merit Award de la Federación Mundial de Sordos, de la que, en 2011, fue nombrado su primer presidente honorario.
Durante el mandato de Yerker Andersson como presidente, la Federación Mundial de Sordos amplió notablemente el número de afiliados, extendiendolo a asociaciones de todos los continentes. Además, se involucró en la defensa de los derechos humanos de las personas sordas en las Naciones Unidas y otras organizaciones.
Participó, como asesor o participante, en numerosas reuniones de las Naciones Unidas en relación con los derechos de la gente con discapacidades. Fiel a sus raíces como sociólogo, su labor internacional se guio por los principios de justicia social y se esforzó en ayudar a sus semejantes a que entendiera las diferencias que había entre los distintos grupos humanos.
Además de bilingüe (inglés y sueco), también desarrolló habilidades en el dominio de la lengua de signos internacional.
Falleció el 18 de julio de 2016 en Frederick (Estados Unidos).